# 페르카속

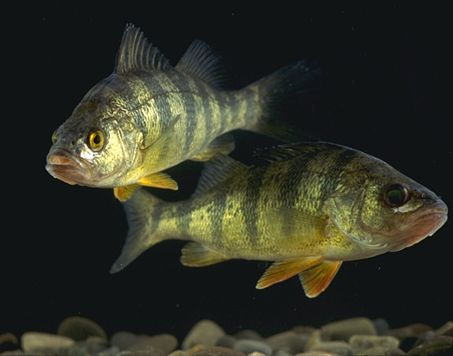

페르카속(Perch)은 큰 농어목(Perciformes)의 페르카과(Percidae)에 속하는 민물고기를 통칭하는 말이다. 이 이름은 그리스어 πέρκη(로마자 표기: perke)에서 유래했으며, 이 속의 모식종인 유라시아민물농어(P. fluviatilis)를 의미한다.
많은 민물 사냥감 물고기 종은 페르카와 다소 비슷하지만, 서로 다른 속에 속한다. 실제로, 바닷물에만 서식하는 점성어(다른 양쥐돔목에 속함)는 종종 "red perch"라고 불리지만, 정의상 페르카속 물고기는 민물종이다. 많은 물고기가 통칭으로 페르카속으로 불리지만, 진정한 농어로 간주되려면 반드시 페르카과(Percidae)에 속해야 한다.

## 종
- 유라시아민물농어(Perca fluviatilis)
- 발카시농어(Perca schrenkii)
- 노란농어(Perca flavescens)